# ITTF World Tour 2019
Navigation
ITTF World Tour 2018 ITTF World Tour  2020
Le World Tour 2019 aussi appelé ITTF Pro Tour 2019 est la 24e saison du World tour ITTF de tennis de table.

## Programme
Les tournois de la saison 2019 ont été divisés en deux catégories : World Tour Platinum et World Tour. Les tournois du World Tour Platinium offrent des gains et un nombre de points plus importants pour le classement final du World Tour ITTF, qui détermine les qualifiés pour la Grande Finale du Pro Tour ITTF en décembre.
Par ailleurs, est disputé en 2019 deux étapes de la Ligue de tennis de table T2 Diamond (T2 Diamond Table Tennis League) en partenariat avec l'ITTF qui donne également des poins au classement mondial.

## Palmarès
Ci-dessous se trouve le programme et le palmarès des tournois de la saison 2019, tel qu'arrêté par la Fédération internationale de tennis de table :
Légende
| World Tour          |
| World Tour Platinum |
| Grande Finale       |

| No.     | Tournoi                    | Lieu          | Date          | Messieurs         | Messieurs                   | Dames         | Dames                      | Double mixte                     | Dotation    |
| No.     | Tournoi                    | Lieu          | Date          | Simple            | Double                      | Simple        | Double                     | Double mixte                     | Dotation    |
| ------- | -------------------------- | ------------- | ------------- | ----------------- | --------------------------- | ------------- | -------------------------- | -------------------------------- | ----------- |
| 1 (de)  | Open de Hongrie            | Budapest      | 15.1.–20.1.   | Lin Gaoyuan       | Liang Jingkun Xu Xin        | Chen Meng     | Wang Manyu Zhu Yuling      | Xu Xin Liu Shiwen                | $ 170.000   |
| 2 (de)  | Open du Qatar              | Doha          | 26.3.–31.3.   | Ma Long           | Ho Kwan Kit Wong Chun Ting  | Wang Manyu    | Sun Yingsha Wang Manyu     | Xu Xin Liu Shiwen                | $ 300.000   |
| –       | Championnats du monde      | Budapest      | 21.4.–28.4.   | Ma Long           | Fan Zhendong Xu Xin         | Ding Ning     | Ding Ning Liu Shiwen       | Maharu Yoshimura Kasumi Ishikawa |             |
| 3 (de)  | Open de Chine              | Shenzhen      | 28.5.–2.6.    | Ma Long           | Timo Boll Patrick Franziska | Chen Meng     | Gu Yuting Liu Shiwen       | Lin Yun-ju Cheng I-ching         | $ 400.000   |
| 4 (de)  | Open de Hong Kong          | Hongkong      | 4.6.–9.6.     | Lin Gaoyuan       | Liang Jingkun Lin Gaoyuan   | Wang Yidi     | Chen Ke Mu Zi              | Lin Yun-ju Cheng I-Ching         | $ 175.000   |
| 5 (de)  | Open du Japon              | Sapporo       | 12.6.–16.6.   | Xu Xin            | Fan Zhendong Xu Xin         | Sun Yingsha   | Chen Meng Liu Shiwen       | Xu Xin Zhu Yuling                | $ 270.000   |
| 6 (de)  | Open de Corée              | Busan         | 2.7.–7.7.     | Xu Xin            | Fan Zhendong Xu Xin         | Chen Meng     | Chen Meng Wang Manyu       | Wong Chun Ting Doo Hoi Kem       | $ 150.000   |
| 7 (de)  | Open d'Australie           | Geelong       | 9.7.–14.7.    | Xu Xin            | Jung Young-sik Lee Sang-su  | Sun Yingsha   | Chen Meng Wang Manyu       | Wong Chun Ting Doo Hoi Kem       | $ 332.000   |
| –       | T2 Diamond Malaysia        | Johor Bahru   | 18.7.–21.7.   | Xu Xin            | –                           | Ding Ning     | –                          | –                                |             |
| 8 (de)  | Open de Bulgarie           | Panagyurichté | 13.8.–18.8.   | Tomokazu Harimoto | Jung Young-sik Lee Sang-su  | Chen Xingtong | Gu Yuting Mu Zi            | Japon Jun Mizutani Mima Itō      | $ 190.000   |
| 9 (de)  | Open de République Tchèque | Olomouc       | 20.8.–25.8.   | Lin Yun-ju        | Cho Dae-seong Lee Sang-su   | Chen Xingtong | Gu Yuting Mu Zi            | Cho Dae-seong Shin Yu-bin        | $ 190.000   |
| 10 (de) | Open de Suède              | Stockholm     | 1.10.–6.10.   | Wang Chuqin       | Fan Zhendong Xu Xin         | Chen Meng     | Chen Meng Ding Ning        | Xu Xin Liu Shiwen                | $ 170.000   |
| 11 (de) | Open d'Allemagne           | Brême         | 8.10.–13.10.  | Fan Zhendong      | Liang Jingkun Xu Xin        | Sun Yingsha   | Jeon Ji-hee Yang Ha-eun    | Xu Xin Sun Yingsha               | $ 270.000   |
| 12 (de) | Open d'Autriche            | Linz          | 12.11.–17.11. | Fan Zhendong      | Liang Jingkun Lin Gaoyuan   | Mima Itō      | Miyuu Kihara Miyu Nagasaki | Tomokazu Harimoto Hina Hayata    | $ 260.000   |
| –       | T2 Diamond Singapore       | Singapour     | 21.11.–24.11. | Xu Xin            | –                           | Sun Yingsha   | –                          | –                                |             |
| 13 (de) | Grande Finale              | Zhengzhou     | 12.12.–15.12. | Fan Zhendong      | Fan Zhendong Xu Xin         | Chen Meng     | Miyuu Kihara Miyu Nagasaki | Xu Xin Liu Shiwen                | $ 1.001.000 |

## Résultats
| Finales Open ITTF | Finales Open ITTF                                                                     | Finales Open ITTF                                      | Finales Open ITTF             |
| Date              | Tournoi                                                                               | Vainqueurs                                             | Finalistes                    |
| ----------------- | ------------------------------------------------------------------------------------- | ------------------------------------------------------ | ----------------------------- |
| 17–20 janvier     | Open de Hongrie - Ville: Budapest - Catégorie: World Tour - Gain: 170.000 $           | Lin Gaoyuan                                            | Wang Chuqin                   |
| 17–20 janvier     | Open de Hongrie - Ville: Budapest - Catégorie: World Tour - Gain: 170.000 $           | Score: 4-0 (13-11, 12-10, 11-8, 11-9)                  |                               |
| 17–20 janvier     | Open de Hongrie - Ville: Budapest - Catégorie: World Tour - Gain: 170.000 $           | Chen Meng                                              | Zhu Yuling                    |
| 17–20 janvier     | Open de Hongrie - Ville: Budapest - Catégorie: World Tour - Gain: 170.000 $           | Score: 4-2 (9-11, 11-7, 13-11, 11-13, 11-4, 11-5)      |                               |
| 17–20 janvier     | Open de Hongrie - Ville: Budapest - Catégorie: World Tour - Gain: 170.000 $           | Xu Xin Liang Jingkun                                   | Fan Zhendong Lin Gaoyuan      |
| 17–20 janvier     | Open de Hongrie - Ville: Budapest - Catégorie: World Tour - Gain: 170.000 $           | Score: 3-2 (11-5, 9-11, 11-7, 5-11, 11-8)              |                               |
| 17–20 janvier     | Open de Hongrie - Ville: Budapest - Catégorie: World Tour - Gain: 170.000 $           | Zhu Yuling Wang Manyu                                  | Chen Meng Sun Yingsha         |
| 17–20 janvier     | Open de Hongrie - Ville: Budapest - Catégorie: World Tour - Gain: 170.000 $           | Score: 3-1 (8-11, 11-7, 15-13, 11-2)                   |                               |
| 17–20 janvier     | Open de Hongrie - Ville: Budapest - Catégorie: World Tour - Gain: 170.000 $           | Xu Xin Liu Shiwen                                      | Adam Szudi Szandra Pergel     |
| 17–20 janvier     | Open de Hongrie - Ville: Budapest - Catégorie: World Tour - Gain: 170.000 $           | Score: 3–0 (11–3, 11–6, 11–5)                          |                               |
| 28–31 mars        | Open du Qatar - Ville: Doha - Catégorie: World Tour Platinum - Gain: 300.000 $        | Ma Long                                                | Lin Gaoyuan                   |
| 28–31 mars        | Open du Qatar - Ville: Doha - Catégorie: World Tour Platinum - Gain: 300.000 $        | Score: 4–2 (9–11, 8–11, 11–5, 11–5, 11–9, 11–9)        |                               |
| 28–31 mars        | Open du Qatar - Ville: Doha - Catégorie: World Tour Platinum - Gain: 300.000 $        | Wang Manyu                                             | Liu Shiwen                    |
| 28–31 mars        | Open du Qatar - Ville: Doha - Catégorie: World Tour Platinum - Gain: 300.000 $        | Score: 4–2 (11–3, 10–12, 12–10, 11–6, 5–11, 11–5)      |                               |
| 28–31 mars        | Open du Qatar - Ville: Doha - Catégorie: World Tour Platinum - Gain: 300.000 $        | Ho Kwan Kit Wong Chun Ting                             | Timo Boll Patrick Franziska   |
| 28–31 mars        | Open du Qatar - Ville: Doha - Catégorie: World Tour Platinum - Gain: 300.000 $        | Score: 3–1 (11–4, 7–11, 11–9, 11–9)                    |                               |
| 28–31 mars        | Open du Qatar - Ville: Doha - Catégorie: World Tour Platinum - Gain: 300.000 $        | Sun Yingsha Wang Manyu                                 | Ding Ning Wang Yidi           |
| 28–31 mars        | Open du Qatar - Ville: Doha - Catégorie: World Tour Platinum - Gain: 300.000 $        | Score: 3–2 (12–14, 16–14, 11–6, 11–13, 11–4)           |                               |
| 28–31 mars        | Open du Qatar - Ville: Doha - Catégorie: World Tour Platinum - Gain: 300.000 $        | Xu Xin Liu Shiwen                                      | Masataka Morizono Mima Ito    |
| 28–31 mars        | Open du Qatar - Ville: Doha - Catégorie: World Tour Platinum - Gain: 300.000 $        | Score: 3–0 (11–5, 11–7, 11–7)                          |                               |
| 30 mai–2 juin     | Open de Chine - Ville: Shenzhen - Catégorie: World Tour Platinum - Gain: 400.000 $    | Ma Long                                                | Lin Gaoyuan                   |
| 30 mai–2 juin     | Open de Chine - Ville: Shenzhen - Catégorie: World Tour Platinum - Gain: 400.000 $    | Score: 4–0 (12–10, 11–6, 11–5, 11–4)                   |                               |
| 30 mai–2 juin     | Open de Chine - Ville: Shenzhen - Catégorie: World Tour Platinum - Gain: 400.000 $    | Chen Meng                                              | Wang Manyu                    |
| 30 mai–2 juin     | Open de Chine - Ville: Shenzhen - Catégorie: World Tour Platinum - Gain: 400.000 $    | Score: 4–1 (11–3, 8–11, 11–9, 11–9, 11–7)              |                               |
| 30 mai–2 juin     | Open de Chine - Ville: Shenzhen - Catégorie: World Tour Platinum - Gain: 400.000 $    | Timo Boll Patrick Franziska                            | Ma Long Wang Chuqin           |
| 30 mai–2 juin     | Open de Chine - Ville: Shenzhen - Catégorie: World Tour Platinum - Gain: 400.000 $    | Score: 3–0 (11–8, 11–7, 11–5)                          |                               |
| 30 mai–2 juin     | Open de Chine - Ville: Shenzhen - Catégorie: World Tour Platinum - Gain: 400.000 $    | Gu Yuting Liu Shiwen                                   | Wang Manyu Zhu Yuling         |
| 30 mai–2 juin     | Open de Chine - Ville: Shenzhen - Catégorie: World Tour Platinum - Gain: 400.000 $    | Score: 3–0 (11–7, 12–10, 11–9)                         |                               |
| 30 mai–2 juin     | Open de Chine - Ville: Shenzhen - Catégorie: World Tour Platinum - Gain: 400.000 $    | Lin Yun-ju Cheng I-ching                               | Wong Chun Ting Doo Hoi Kem    |
| 30 mai–2 juin     | Open de Chine - Ville: Shenzhen - Catégorie: World Tour Platinum - Gain: 400.000 $    | Score: 3–1 (10–12, 11–6, 11–1, 11–5)                   |                               |
| 6–9 June          | Open de Hong Kong - Ville: Hong Kong - Catégorie: World Tour - Gain: 175.000 $        | Lin Gaoyuan                                            | Tomokazu Harimoto             |
| 6–9 June          | Open de Hong Kong - Ville: Hong Kong - Catégorie: World Tour - Gain: 175.000 $        | Score: 4–2 (11–3, 7–11, 8–11, 11–6, 11–9, 11–7)        |                               |
| 6–9 June          | Open de Hong Kong - Ville: Hong Kong - Catégorie: World Tour - Gain: 175.000 $        | Wang Yidi                                              | Mima Ito                      |
| 6–9 June          | Open de Hong Kong - Ville: Hong Kong - Catégorie: World Tour - Gain: 175.000 $        | Score: 4–0 (11–3, 11–7, 11–5, 11–6)                    |                               |
| 6–9 June          | Open de Hong Kong - Ville: Hong Kong - Catégorie: World Tour - Gain: 175.000 $        | Liang Jingkun Lin Gaoyuan                              | Jang Woo-jin Lim Jong-hoon    |
| 6–9 June          | Open de Hong Kong - Ville: Hong Kong - Catégorie: World Tour - Gain: 175.000 $        | Score: 3–1 (6–11, 11–6, 12–10, 11–8)                   |                               |
| 6–9 June          | Open de Hong Kong - Ville: Hong Kong - Catégorie: World Tour - Gain: 175.000 $        | Chen Ke Mu Zi                                          | Jeon Ji-hee Yoo Eun-chong     |
| 6–9 June          | Open de Hong Kong - Ville: Hong Kong - Catégorie: World Tour - Gain: 175.000 $        | Score: 3–1 (9–11, 11–1, 11–4, 11–5)                    |                               |
| 6–9 June          | Open de Hong Kong - Ville: Hong Kong - Catégorie: World Tour - Gain: 175.000 $        | Lin Yun-ju Cheng I-ching                               | Lee Sang-su Choi Hyo-joo      |
| 6–9 June          | Open de Hong Kong - Ville: Hong Kong - Catégorie: World Tour - Gain: 175.000 $        | Score: 3–0 (11–8, 11–3, 11–7)                          |                               |
| 14–16 juin        | Open du Japon - Ville: Sapporo - Catégorie: World Tour - Gain: 270.000 $              | Xu Xin                                                 | Lin Yun-ju                    |
| 14–16 juin        | Open du Japon - Ville: Sapporo - Catégorie: World Tour - Gain: 270.000 $              | Score: 4–1 (11–9, 14–12, 8–11, 11–3, 11–8)             |                               |
| 14–16 juin        | Open du Japon - Ville: Sapporo - Catégorie: World Tour - Gain: 270.000 $              | Sun Yingsha                                            | Liu Shiwen                    |
| 14–16 juin        | Open du Japon - Ville: Sapporo - Catégorie: World Tour - Gain: 270.000 $              | Score: 4–3 (11–4, 11–9, 4–11, 6–11, 7–11, 11–8, 11–3)  |                               |
| 14–16 juin        | Open du Japon - Ville: Sapporo - Catégorie: World Tour - Gain: 270.000 $              | Fan Zhendong Xu Xin                                    | Benedikt Duda Qiu Dang        |
| 14–16 juin        | Open du Japon - Ville: Sapporo - Catégorie: World Tour - Gain: 270.000 $              | Score: 3–0 (12–10, 11–9, 11–7)                         |                               |
| 14–16 juin        | Open du Japon - Ville: Sapporo - Catégorie: World Tour - Gain: 270.000 $              | Chen Meng Liu Shiwen                                   | Sun Yingsha Wang Manyu        |
| 14–16 juin        | Open du Japon - Ville: Sapporo - Catégorie: World Tour - Gain: 270.000 $              | Score: 3–1 (11–9, 11–6, 7–11, 11–9)                    |                               |
| 14–16 juin        | Open du Japon - Ville: Sapporo - Catégorie: World Tour - Gain: 270.000 $              | Xu Xin Zhu Yuling                                      | Tomokazu Harimoto Hina Hayata |
| 14–16 juin        | Open du Japon - Ville: Sapporo - Catégorie: World Tour - Gain: 270.000 $              | Score: 3–0 (12–10, 11–6, 11–5)                         |                               |
| 4–7 juillet       | Open de Corée - Ville: Busan - Catégorie: World Tour Platinum - Gain: 150.000 $       | Xu Xin                                                 | Ma Long                       |
| 4–7 juillet       | Open de Corée - Ville: Busan - Catégorie: World Tour Platinum - Gain: 150.000 $       | Score: 4–1 (7–11, 11–6, 11–9, 11–7, 11–8)              |                               |
| 4–7 juillet       | Open de Corée - Ville: Busan - Catégorie: World Tour Platinum - Gain: 150.000 $       | Chen Meng                                              | Ding Ning                     |
| 4–7 juillet       | Open de Corée - Ville: Busan - Catégorie: World Tour Platinum - Gain: 150.000 $       | Score: 4–1 (11–5, 11–6, 11–5, 7–11, 11–9)              |                               |
| 4–7 juillet       | Open de Corée - Ville: Busan - Catégorie: World Tour Platinum - Gain: 150.000 $       | Fan Zhendong Xu Xin                                    | Jung Young-sik Lee Sang-su    |
| 4–7 juillet       | Open de Corée - Ville: Busan - Catégorie: World Tour Platinum - Gain: 150.000 $       | Score: 3–0 (11–9, 11–7, 11–6)                          |                               |
| 4–7 juillet       | Open de Corée - Ville: Busan - Catégorie: World Tour Platinum - Gain: 150.000 $       | Chen Meng Wang Manyu                                   | Choi Hyo-joo Yang Ha-eun      |
| 4–7 juillet       | Open de Corée - Ville: Busan - Catégorie: World Tour Platinum - Gain: 150.000 $       | Score: 3–0 (12–10, 15–13, 11–6)                        |                               |
| 4–7 juillet       | Open de Corée - Ville: Busan - Catégorie: World Tour Platinum - Gain: 150.000 $       | Wong Chun Ting Doo Hoi Kem                             | Xu Xin Liu Shiwen             |
| 4–7 juillet       | Open de Corée - Ville: Busan - Catégorie: World Tour Platinum - Gain: 150.000 $       | Score: 3–1 (11–9, 11–8, 6–11, 13–11)                   |                               |
| 11–14 juillet     | Open d'Australie - Ville: Geelong - Catégorie: World Tour Platinum - Gain: 332.000 $  | Xu Xin                                                 | Wang Chuqin                   |
| 11–14 juillet     | Open d'Australie - Ville: Geelong - Catégorie: World Tour Platinum - Gain: 332.000 $  | Score: 4–0 (11–6, 11–8, 11–4, 11–8)                    |                               |
| 11–14 juillet     | Open d'Australie - Ville: Geelong - Catégorie: World Tour Platinum - Gain: 332.000 $  | Sun Yingsha                                            | Ding Ning                     |
| 11–14 juillet     | Open d'Australie - Ville: Geelong - Catégorie: World Tour Platinum - Gain: 332.000 $  | Score: 4–0 (11–1, 11–9, 11–9, 11–9)                    |                               |
| 11–14 juillet     | Open d'Australie - Ville: Geelong - Catégorie: World Tour Platinum - Gain: 332.000 $  | Jung Young-sik Lee Sang-su                             | Lin Gaoyuan Ma Long           |
| 11–14 juillet     | Open d'Australie - Ville: Geelong - Catégorie: World Tour Platinum - Gain: 332.000 $  | Score: 3–0 (11–6, 11–8, 11–6)                          |                               |
| 11–14 juillet     | Open d'Australie - Ville: Geelong - Catégorie: World Tour Platinum - Gain: 332.000 $  | Chen Meng Wang Manyu                                   | Jeon Ji-hee Yang Ha-eun       |
| 11–14 juillet     | Open d'Australie - Ville: Geelong - Catégorie: World Tour Platinum - Gain: 332.000 $  | Score: 3–1 (11–6, 11–6, 8–11, 11–6)                    |                               |
| 11–14 juillet     | Open d'Australie - Ville: Geelong - Catégorie: World Tour Platinum - Gain: 332.000 $  | Wong Chun Ting Doo Hoi Kem                             | Jun Mizutani Mima Ito         |
| 11–14 juillet     | Open d'Australie - Ville: Geelong - Catégorie: World Tour Platinum - Gain: 332.000 $  | Score: 3–1 (5–11, 13–11, 11–8, 11–9)                   |                               |
| 15–18 août        | Open de Bulgarie - Ville: Panagyurichté - Catégorie: World Tour - Gain: 190.000 $     | Tomokazu Harimoto                                      | Zhao Zihao                    |
| 15–18 août        | Open de Bulgarie - Ville: Panagyurichté - Catégorie: World Tour - Gain: 190.000 $     | Score: 4–2 (11–6, 12–14, 11–5, 13–11, 13–15, 11–4)     |                               |
| 15–18 août        | Open de Bulgarie - Ville: Panagyurichté - Catégorie: World Tour - Gain: 190.000 $     | Chen Xingtong                                          | He Zhuojia                    |
| 15–18 août        | Open de Bulgarie - Ville: Panagyurichté - Catégorie: World Tour - Gain: 190.000 $     | Score: 4–1 (11–4, 7–11, 12–10, 11–6, 11–4)             |                               |
| 15–18 août        | Open de Bulgarie - Ville: Panagyurichté - Catégorie: World Tour - Gain: 190.000 $     | Jung Young-sik Lee Sang-su                             | Yukiya Uda Kazuhiro Yoshimura |
| 15–18 août        | Open de Bulgarie - Ville: Panagyurichté - Catégorie: World Tour - Gain: 190.000 $     | Score: 3–1 (4–11, 11–4, 11–9, 11–8)                    |                               |
| 15–18 août        | Open de Bulgarie - Ville: Panagyurichté - Catégorie: World Tour - Gain: 190.000 $     | Gu Yuting Mu Zi                                        | Miu Hirano Saki Shibata       |
| 15–18 août        | Open de Bulgarie - Ville: Panagyurichté - Catégorie: World Tour - Gain: 190.000 $     | Score: 3–0 (11–7, 11–6, 11–5)                          |                               |
| 15–18 août        | Open de Bulgarie - Ville: Panagyurichté - Catégorie: World Tour - Gain: 190.000 $     | Jun Mizutani Mima Ito                                  | Ma Te Wu Yang                 |
| 15–18 août        | Open de Bulgarie - Ville: Panagyurichté - Catégorie: World Tour - Gain: 190.000 $     | Score: 3–1 (11–8, 12–10, 9–11, 11–9)                   |                               |
| 22–25 août        | Open de République Tchèque - Ville: Olomouc - Catégorie: World Tour - Gain: 190.000 $ | Lin Yun-ju                                             | Dimitrij Ovtcharov            |
| 22–25 août        | Open de République Tchèque - Ville: Olomouc - Catégorie: World Tour - Gain: 190.000 $ | Score: 4–1 (11–9, 11–5, 4–11, 11–5, 11–9)              |                               |
| 22–25 août        | Open de République Tchèque - Ville: Olomouc - Catégorie: World Tour - Gain: 190.000 $ | Chen Xingtong                                          | Miu Hirano                    |
| 22–25 août        | Open de République Tchèque - Ville: Olomouc - Catégorie: World Tour - Gain: 190.000 $ | Score: 4–3 (11–5, 11–8, 11–7, 8–11, 12–14, 8–11, 11–8) |                               |
| 22–25 août        | Open de République Tchèque - Ville: Olomouc - Catégorie: World Tour - Gain: 190.000 $ | Cho Dae-seong Lee Sang-su                              | Liao Cheng-Ting Lin Yun-ju    |
| 22–25 août        | Open de République Tchèque - Ville: Olomouc - Catégorie: World Tour - Gain: 190.000 $ | Score: 3–1 (11–4, 11–8, 7–11, 11–6)                    |                               |
| 22–25 août        | Open de République Tchèque - Ville: Olomouc - Catégorie: World Tour - Gain: 190.000 $ | Gu Yuting Mu Zi                                        | Miu Hirano Saki Shibata       |
| 22–25 août        | Open de République Tchèque - Ville: Olomouc - Catégorie: World Tour - Gain: 190.000 $ | Score: 3–1 (9–11, 11–7, 11–6, 11–6)                    |                               |
| 22–25 août        | Open de République Tchèque - Ville: Olomouc - Catégorie: World Tour - Gain: 190.000 $ | Cho Dae-seong Shin Yu-bin                              | Jun Mizutani Mima Ito         |
| 22–25 août        | Open de République Tchèque - Ville: Olomouc - Catégorie: World Tour - Gain: 190.000 $ | Score: 3–2 (6–11, 15–13, 12–10, 16–18, 12–10)          |                               |
| 4–6 octobre       | Open de Suède - Ville: Stockholm - Catégorie: World Tour - Gain: 170.000 $            | Wang Chuqin                                            | Lin Gaoyuan                   |
| 4–6 octobre       | Open de Suède - Ville: Stockholm - Catégorie: World Tour - Gain: 170.000 $            | Score: 4–0 (11–8, 11–5, 11–8, 11–9)                    |                               |
| 4–6 octobre       | Open de Suède - Ville: Stockholm - Catégorie: World Tour - Gain: 170.000 $            | Chen Meng                                              | Mima Ito                      |
| 4–6 octobre       | Open de Suède - Ville: Stockholm - Catégorie: World Tour - Gain: 170.000 $            | Score: 4–3 (8–11, 11–6, 7–11, 10–12, 11–8, 11–9, 11–5) |                               |
| 4–6 octobre       | Open de Suède - Ville: Stockholm - Catégorie: World Tour - Gain: 170.000 $            | Fan Zhendong Xu Xin                                    | Liang Jingkun Lin Gaoyuan     |
| 4–6 octobre       | Open de Suède - Ville: Stockholm - Catégorie: World Tour - Gain: 170.000 $            | Score: 3–2 (10–12, 11–1, 11–9, 11–13, 11–5)            |                               |
| 4–6 octobre       | Open de Suède - Ville: Stockholm - Catégorie: World Tour - Gain: 170.000 $            | Chen Meng Ding Ning                                    | Miu Hirano Kasumi Ishikawa    |
| 4–6 octobre       | Open de Suède - Ville: Stockholm - Catégorie: World Tour - Gain: 170.000 $            | Score: 3–1 (5–11, 11–5, 11–8, 11–4)                    |                               |
| 4–6 octobre       | Open de Suède - Ville: Stockholm - Catégorie: World Tour - Gain: 170.000 $            | Xu Xin Liu Shiwen                                      | Jun Mizutani Mima Ito         |
| 4–6 octobre       | Open de Suède - Ville: Stockholm - Catégorie: World Tour - Gain: 170.000 $            | Score: 3–2 (8–11, 11–8, 13–11, 3–11, 11–9)             |                               |
| 11–13 octobre     | Open d'Allemagne - Ville: Brême - Catégorie: World Tour Platinum - Gain: 270.000 $    | Fan Zhendong                                           | Xu Xin                        |
| 11–13 octobre     | Open d'Allemagne - Ville: Brême - Catégorie: World Tour Platinum - Gain: 270.000 $    | Score: 4–1 (5–11, 11–8, 14–12, 11–7, 11–7)             |                               |
| 11–13 octobre     | Open d'Allemagne - Ville: Brême - Catégorie: World Tour Platinum - Gain: 270.000 $    | Sun Yingsha                                            | Mima Ito                      |
| 11–13 octobre     | Open d'Allemagne - Ville: Brême - Catégorie: World Tour Platinum - Gain: 270.000 $    | Score: 4–1 (11–3, 9–11, 11–5, 11–5, 11–4)              |                               |
| 11–13 octobre     | Open d'Allemagne - Ville: Brême - Catégorie: World Tour Platinum - Gain: 270.000 $    | Liang Jingkun Xu Xin                                   | Benedikt Duda Dang Qiu        |
| 11–13 octobre     | Open d'Allemagne - Ville: Brême - Catégorie: World Tour Platinum - Gain: 270.000 $    | Score: 3–1 (11–13, 11–9, 11–9, 11–5)                   |                               |
| 11–13 octobre     | Open d'Allemagne - Ville: Brême - Catégorie: World Tour Platinum - Gain: 270.000 $    | Jeon Ji-hee Yang Ha-eun                                | Miyuu Kihara Miyu Nagasaki    |
| 11–13 octobre     | Open d'Allemagne - Ville: Brême - Catégorie: World Tour Platinum - Gain: 270.000 $    | Score: 3–1 (11–5, 4–11, 11–9, 11–7)                    |                               |
| 11–13 octobre     | Open d'Allemagne - Ville: Brême - Catégorie: World Tour Platinum - Gain: 270.000 $    | Xu Xin Sun Yingsha                                     | Wang Chuqin Wang Manyu        |
| 11–13 octobre     | Open d'Allemagne - Ville: Brême - Catégorie: World Tour Platinum - Gain: 270.000 $    | Score: 3–1 (12–10, 11–7, 5–11, 11–7)                   |                               |
| 14–17 novembre    | Open d'Autriche - Ville: Linz - Catégorie: World Tour Platinum - Gain: 260.000 $      | Fan Zhendong                                           | Zhao Zihao                    |
| 14–17 novembre    | Open d'Autriche - Ville: Linz - Catégorie: World Tour Platinum - Gain: 260.000 $      | Score: 4–0 (12–10, 11–6, 11–6, 11–5)                   |                               |
| 14–17 novembre    | Open d'Autriche - Ville: Linz - Catégorie: World Tour Platinum - Gain: 260.000 $      | Mima Ito                                               | Zhu Yuling                    |
| 14–17 novembre    | Open d'Autriche - Ville: Linz - Catégorie: World Tour Platinum - Gain: 260.000 $      | Score: 4–1 (11–5, 16–18, 11–7, 13–11, 12–10)           |                               |
| 14–17 novembre    | Open d'Autriche - Ville: Linz - Catégorie: World Tour Platinum - Gain: 260.000 $      | Liang Jingkun Lin Gaoyuan                              | Jung Young-sik Lee Sang-su    |
| 14–17 novembre    | Open d'Autriche - Ville: Linz - Catégorie: World Tour Platinum - Gain: 260.000 $      | Score: 3–0 (11–8, 12–10, 11–7)                         |                               |
| 14–17 novembre    | Open d'Autriche - Ville: Linz - Catégorie: World Tour Platinum - Gain: 260.000 $      | Miyuu Kihara Miyu Nagasaki                             | Chen Szu-yu Cheng Hsien-tzu   |
| 14–17 novembre    | Open d'Autriche - Ville: Linz - Catégorie: World Tour Platinum - Gain: 260.000 $      | Score: 3–2 (11–8, 11–7, 7–11, 9–11, 11–4)              |                               |
| 14–17 novembre    | Open d'Autriche - Ville: Linz - Catégorie: World Tour Platinum - Gain: 260.000 $      | Tomokazu Harimoto Hina Hayata                          | Lin Gaoyuan Zhu Yuling        |
| 14–17 novembre    | Open d'Autriche - Ville: Linz - Catégorie: World Tour Platinum - Gain: 260.000 $      | Score: 3–1 (11–5, 4–11, 11–5, 11–6)                    |                               |
| 12–15 décembre    | Grande Finale - Ville: Zhengzhou - Catégorie: Grande Finale - Gain: 365.000 $         | Fan Zhendong                                           | Ma Long                       |
| 12–15 décembre    | Grande Finale - Ville: Zhengzhou - Catégorie: Grande Finale - Gain: 365.000 $         | Score: 4–1 (11–6, 12–10, 11–6, 6–11, 11-8)             |                               |
| 12–15 décembre    | Grande Finale - Ville: Zhengzhou - Catégorie: Grande Finale - Gain: 365.000 $         | Chen Meng                                              | Wang Manyu                    |
| 12–15 décembre    | Grande Finale - Ville: Zhengzhou - Catégorie: Grande Finale - Gain: 365.000 $         | Score: 4–1 (11–9, 11–6, 11–6, 9–11, 11–6)              |                               |
| 12–15 décembre    | Grande Finale - Ville: Zhengzhou - Catégorie: Grande Finale - Gain: 365.000 $         | Fan Zhendong Xu Xin                                    | Liao Cheng-ting Lin Yun-ju    |
| 12–15 décembre    | Grande Finale - Ville: Zhengzhou - Catégorie: Grande Finale - Gain: 365.000 $         | Score: 3–1 (11–7, 11–6, 11–13, 11-3)                   |                               |
| 12–15 décembre    | Grande Finale - Ville: Zhengzhou - Catégorie: Grande Finale - Gain: 365.000 $         | Miyuu Kihara Miyu Nagasaki                             | Jeon Ji-hee Yang Ha-eun       |
| 12–15 décembre    | Grande Finale - Ville: Zhengzhou - Catégorie: Grande Finale - Gain: 365.000 $         | Score: 3–0 (12–10, 11–6, 11–6)                         |                               |
| 12–15 décembre    | Grande Finale - Ville: Zhengzhou - Catégorie: Grande Finale - Gain: 365.000 $         | Xu Xin Liu Shiwen                                      | Jun Mizutani Mima Ito         |
| 12–15 décembre    | Grande Finale - Ville: Zhengzhou - Catégorie: Grande Finale - Gain: 365.000 $         | Score: 3–2 (9–11, 6–11, 11–3, 11–8, 11-9)              |                               |

## Grande finale
| Event            | Or                         | Argent                     | Bronze                      |
| ---------------- | -------------------------- | -------------------------- | --------------------------- |
| Simple messieurs | Fan Zhendong               | Ma Long                    | Xu Xin                      |
| Simple messieurs | Fan Zhendong               | Ma Long                    | Lin Gaoyuan                 |
| Simple dames     | Chen Meng                  | Wang Manyu                 | Wang Yidi                   |
| Simple dames     | Chen Meng                  | Wang Manyu                 | Mima Ito                    |
| Double messieurs | Fan Zhendong Xu Xin        | Liao Cheng-ting Lin Yun-ju | Timo Boll Patrick Franziska |
| Double messieurs | Fan Zhendong Xu Xin        | Liao Cheng-ting Lin Yun-ju | Liang Jingkun Lin Gaoyuan   |
| Double dames     | Miyuu Kihara Miyu Nagasaki | Jeon Ji-hee Yang Ha-eun    | Sun Yingsha Wang Manyu      |
| Double dames     | Miyuu Kihara Miyu Nagasaki | Jeon Ji-hee Yang Ha-eun    | Chen Szu-yu Cheng Hsien-tzu |
| Double mixte     | Xu Xin Liu Shiwen          | Jun Mizutani Mima Ito      | Wong Chun Ting Doo Hoi Kem  |
| Double mixte     | Xu Xin Liu Shiwen          | Jun Mizutani Mima Ito      | Lin Yun-ju Cheng I-ching    |

## Challenge Series
Quatre tournois ont eu lieu en Asie, sept en Europe, deux en Amérique et un en Afrique.
- Challenge Plus
- Challenge

| N° | Tournoi                          | Date          | Vainqueurs Messieurs | Vainqueurs Messieurs                    | Vainqueurs Messieurs | Vainqueurs Dames  | Vainqueurs Dames                   | Vainqueurs Dames | Vainqueurs Mixte                | Dotation |
| N° | Tournoi                          | Date          | Simple               | Double                                  | U-21                 | Simple            | Double                             | U-21             | Vainqueurs Mixte                | Dotation |
| -- | -------------------------------- | ------------- | -------------------- | --------------------------------------- | -------------------- | ----------------- | ---------------------------------- | ---------------- | ------------------------------- | -------- |
| 1  | Open du Portugal, Lisbonne       | 13.2.–17.2.   | Liang Jingkun        | Cao Wei Xu Yingbin                      | Shunsuke Togami      | Hina Hayata       | Fan Siqi Yang Huijing              | Fan Siqi         | Lin Gaoyuan Liu Shiwen          | $ 60.000 |
| 2  | Open d'Oman Mascate              | 20.3.–24.3.   | Lin Yun-ju           | Liao Chen-ting Lin Yun-ju               | Vladimir Sidorenko   | Hina Hayata       | Satsuki Ōdō Saki Shibata           | Satsuki Ōdō      | Lin Yun-ju Cheng I-ching        | $ 65.000 |
| 3  | Open d'Espagne, Guadalajara      | 20.3.–24.3.   | Zhai Yujia           | Kilian Ort Dang Qiu                     | Horacio Cifuentes    | Miyu Katō         | Stéphanie Loeuillette Jia Nan Yuan | Adriana Díaz     | –                               | $ 30.000 |
| 4  | Open de Serbie, Belgrade         | 1.5.–5.5.     | Paul Drinkhall       | Diogo Carvalho João Geraldo             | Léo de Nodrest       | Hina Hayata       | Ng Wing Nam Minnie Soo Wai Yam     | Maria Malanina   | –                               | $ 30.000 |
| 5  | Open de Slovénie, Otočec         | 8.5.–12.5.    | Wei Shihao           | Eric Jouti Gustavo Tsuboi               | Feng Yi-hsin         | Georgina Póta     | Miyuu Kihara Miyu Nagasaki         | Miyu Nagasaki    | –                               | $ 30.000 |
| 6  | Open de Croatie, Zagreb          | 14.5.–18.5.   | Anton Källberg       | Shunsuke Togami Yukiya Uda              | Yukiya Uda           | Miyuu Kihara      | Miyuu Kihara Miyu Nagasaki         | Sun Jiayi        | –                               | $ 30.000 |
| 7  | Open de Thaïlande, Bangkok       | 22.5.–26.5.   | Ruwen Filus          | Ruwen Filus Steffen Mengel              | Li Hsin-yu           | Hitomi Satō       | Satsuki Ōdō Saki Shibata           | Yuka Umemura     | –                               | $ 30.000 |
| 8  | Open de Corée du Nord, Pyongyang | 24.7.–28.7.   | An Ji-song           | Ham Yu-song Ri Kwang-myong              | Feng Yi-hsin         | Kim Song-i        | Cha Hyo-sim Kim Nam-hae            | Pyon Song-gyong  | Ham Yu-song Cha Hyo-sim         | $ 60.000 |
| 9  | Open du Nigeria, Lagos           | 7.8.–11.8.    | Quadri Aruna         | Cedric Nuytinck Quentin Robinot         | Cristian Pletea      | Polina Mikhaïlova | Polina Mikhaïlova Jana Noskowa     | Andreea Dragoman | Kilian Ort Yuan Wan             | $ 60.000 |
| 10 | Open du Paraguay, Asunción       | 10.9.–14.9.   | Masataka Morizono    | Masataka Morizono Ľubomír Pištej        | Horacio Cifuentes    | Hina Hayata       | Honoka Hashimoto Maki Shiomi       | Maki Shiomi      | Brian Afanador Adriana Díaz     | $ 60.000 |
| 11 | Open de Pologne, Władysławowo    | 16.10.–20.10. | Xu Yingbin           | Gaston Alto Horacio Cifuentes           | Xiang Peng           | He Zhuojia        | Honoka Hashimoto Maki Shiomi       | Kuai Man         | –                               | $ 30.000 |
| 12 | Open de Biélorussie, Minsk       | 30.10.–3.11.  | Emmanuel Lebesson    | Xu Haidong Zhao Zhaoyan                 | Sai Linwei           | Hina Hayata       | Satsuki Ōdō Saki Shibata           | Shi Xunyao       | –                               | $ 30.000 |
| 13 | Open d'Indonésie, Jakarta        | 13.11.–17.11. | Harmeet Desai        | Ibrahima Diaw Padasak Tanviriyavechakul | Yuma Tanigaki        | Shao Jieni        | Luo Xue Shao Jieni                 | Moe Nomura       | –                               | $ 30.000 |
| 14 | Open du Canada Markham           | 4.12.–8.12.   | Xiang Peng           | Cao Wei Xu Yingbin                      | Manav Vikash Thakkar | Kasumi Ishikawa   | Honoka Hashimoto Hitomi Satō       | Wang Xiaotong    | Ľubomír Pištej Barbora Balážová | $ 75.000 |